# شهرستان واسکو (اورگن)
شهرستان واسکو، اورگن (به انگلیسی: Wasco County, Oregon) شهرستانی در ایالات متحده آمریکا است که در اورگن واقع شده‌است.

## خصوصیات
شهرستان واسکو ۶٬۲۰۳٫۰۶ کیلومترمربع مساحت دارد.